# Подольная улица (Торжок)
Подо́льная у́лица — улица в Торжке. Проходит на север от площади Ананьина почти до границы города. Примыкают Новая улица, улица Радищева, 1-й и 2-й Подольный переулки. В начальной части сохраняет историческую застройку XIX века.

## История
Улица — одна из немногих в городе, сохранивших историческое название. Оно происходит от понятия «подол» — ровное место по берегу реки. Использовались также названия Подольская, Подол. Историческая трассировка улицы отличалась от современной: она начиналась так же, но продолжалась по трассе нынешней Новой улицы (до пересечения с Больничной улицей, а дальнейший участок назывался Поповым переулком). Затем была выделена Новая улица, а Подольная продлена, включив в себя существовавшую ещё в 1913 году Никитскую Подгорную улицу (она же в начале XIX века — Никитская, по состоянию на 1861 год — Подникитская), проходившую по западной границе центральной равнинной части правобережного Торжка. Никитская Подгорная улица называлась так по расположению под Никитской горой, на которой находилась Никитская церковь.

## Примечательные здания и сооружения
По нечётной стороне
- № 5 — жилой дом, 2-я пoл. XIX в., объект культурного наследия федерального значения.
- № 7 — жилой дом, 2-я пoл. XIX в., объект культурного наследия федерального значения.
- № 9 — жилой дом, сер. XIX в., объект культурного наследия регионального значения.
- № 11 — жилой дом, кон. XVIII — нач. XIX вв., объект культурного наследия регионального значения.

По чётной стороне
- № 2 — жилой дом, 2-я пoл. XIX в., объект культурного наследия федерального значения.